# Девід Бекхем
Сер Де́від Ро́берт Джо́зеф Бе́кхем (англ. David Robert Joseph Beckham, МФА: [ˈdeɪ̯vɪd ˈrɒbət ˈd͡ʒəʊ̯zəf ˈbɛkəm]; нар. 2 травня 1975, Лондон) — англійський футболіст, півзахисник, футбольний функціонер, у минулому капітан збірної Англії. Відомий не лише спортивними досягненнями, а й численними зйомками у телерекламах напоїв та одягу, фотомодель, якого багато разів визнавали одним з найяскравіших метросексуалів світу.
16 травня 2013 року Девід оголосив про завершення спортивної кар'єри з кінця сезону. Також поширені у джерелах варіанти прізвища — Бекгем чи Бекем.

## Біографія
Син інженера-теплотехніка Теда Бекхема з ранніх років любив грати у футбол. Батько був футболістом на напівпрофесіональному рівні, тому не перечив захопленню сина і брав його з собою на тренування. Саме тоді Девід почав відпрацьовувати свої штрафні удари, виконанням яких потім прославиться. Хлопець мав перекинути манекени і попасти не просто у ворота, а у штангу — таким чином збільшувалась точність ударів. Тато давав Девідові уроки футбольної тактики, переміщення на полі й роботи з м'ячем. Дід по матері майбутнього футболіста був євреєм і палким прихильником лондонського «Тоттенгема». У дитинстві Бекем регулярно ходив разом з дідусем на «Вайт Гарт Лейн» (стадіон «Тоттенгема») та відвідував синагогу. Сам Девід ще з дитинства уболівав за «Манчестер Юнайтед».

## Клубна кар'єра

### «Манчестер Юнайтед»
Коли хлопцеві виповнилося 13 років, його запрошували до себе юнацькі академії відомих клубів Лондона, серед яких найсильнішими були «Арсенал» і «Тоттенгем». Юнак вибрав останніх. Тоді він вже виступав за дитячі збірні району та округу Ессекс.
Невдовзі він підписав з «МЮ» попередній контракт за схемою: 2 роки у ранзі школяра, потім 2 роки у юнацькій академії МЮ і зрештою професіональний контракт з клубом на 2 роки. З 15 років відвідував академію «Манчестер Юнайтед» і у 1992 році виграв разом з командою молодіжний Кубок Англії, який до того «Манчестер» не міг здобути вже 28 років. У вересні того ж року вперше вийшов у головній команді «МЮ» — у матчі Кубка Ліги проти «Брайтона» замінив Андрія Канчельскіса.
Після дебюту Девід довго не потрапляв до основного складу, у сезоні 1994/95 виступав у оренді в «Престоні» (5 ігор, 2 голи) і, повернувшись до Манчестера, вперше вийшов у матчі чемпіонату Англії 2 квітня 1995 року в грі з «Лідсом» (0:0).
Переломним для клубу стало літо 1995 року. Алекс Фергюсон продав 3 ключових футболістів команди (Пола Інса, Марка Г'юза і Андрія Канчельскіса), довіривши натомість, більшу відповідальність молодим вихованцям клубу (Бекхем, Нікі Батт, Раян Гіггз). Та після кількох прикрих поразок команда не претендувала на чемпіонство і в січні йшла позаду «Ньюкасла» на 12 очок. Але друга половина сезону вийшла значно кращою і «червоні дияволи» зайняли перше місце у чемпіонаті та виграли Кубок Англії. Девід Бекхем провів 33 гри у чемпіонаті країни і забив 7 голів.
21-річного півзахисника запрошують до збірної Англії — 1 вересня 1996 р. він разом з командою виграє у Кишиневі проти Молдови (3:0).
Англія пройшла відбір до чемпіонату світу 1998, але Девід не завжди потрапляв до основного складу Глена Годла. На чемпіонаті світу він пропустив першу гру з Тунісом, а в наступному поєдинку вийшов тільки тому, що Пол Інс отримав травму. Бекхем потрапив до основи лише на останній матч групового етапу — проти Колумбії, де й забив свій перший гол у футболці збірної Англії, чудово перекинувши стінку під час виконання штрафного удару.
Та збірна вилетіла вже після 1/8 фіналу — на початку другого тайму матчу з Аргентиною він піддався на провокацію Дієго Сімеоне і навмисне вдарив його ногою, за що негайно отримав червону картку і покинув поле. Поєдинок завершився нічиєю, а у серії пенальті аргентинці перемогли. Більшість ЗМІ зробила офірним цапом і головним винуватцем поразки півзахисника «МЮ», за його недисциплінованість у вирішальній грі. Певний час після цього на виїзних іграх у складі «Манчестера» трибуни зустрічали його свистом, а преса безперестанку вешталася біля його будинку.
У сезоні 1998/99 клуб під керівництвом Алекса Ферґюсона показував сильну і якісну гру. У чудовій формі були лідери команди: воротар Петер Шмейхель, захисник Гарі Невілл, півзахисники Рой Кін, Пол Скоулз, Раян Гіггз та нападники Двайт Йорк і Енді Коул. МЮ виграв «трипл» — три трофеї в одному сезоні. До чемпіонства Англії і Кубку країни додано найпрестижніший європейський трофей — Кубок чемпіонів. Фінал Ліги чемпіонів 1998/99 став класичним — у фіналі «Баварія» (Мюнхен) відкрила рахунок вже на 6-ій хвилині і такий результат тримався наступних 84 хвилини — до кінця основного часу. На 1 хвилині доданого часу Девід Бекхем подав кутовий і після серії рикошетів Тедді Шерінгем зрівняв рахунок. Ще через 2 хвилини англійці узагалі зробили неймовірне — після чергового кутового у виконанні Бекхема Уле Гуннар Сульшер забиває вирішальний гол — 2:1. Девіда називають однією з найбільших зірок цієї команди і в опитуванні «Золотого м'яча» він посідає друге місце після Рівалду.
Через рік «Манчестер Юнайтед» ще раз виграє англійську Прем'єр-Лігу, а Девід забиває у сезоні 6 голів. Після провального Євро-2000, де Англія навіть не вийшла з групи, у листопаді новопризначений наставник «левів» Марк Тейлон призначає Бекхема капітаном збірної. У 2001 червоні дияволи втретє поспіль виграють першість Англії, а Свен-Йоран Ерікссон, який прийшов після Тейлора, підтверджує півзахисника «МЮ» у статусі капітана збірної Англії.
Останній матч відбору до ЧС-2002 англійці на власному полі грали з Грецією. Щоб напряму потрапили на турнір, команді Бекхема потрібно було обов'язково брати очки, щоб випередити Німеччину і зайняти перше, а не 2-ге місце, яке б означало боротьбу у плей-оф. Німці несподівано зіграли унічию з фінами, тому Англії також достатньо було зіграти внічию із греками. Але гості виглядали впевненіше, а господарі не показували нічого небезпечного окрім штрафних у виконанні Бекхема. На додаток греки вели у рахунку 2:1 на останній хвилині, коли до м'яча знову підійшов Девід Бекхем — цього разу його удар зі штрафного був точним і Англія напряму потрапила до чемпіонату світу 2002.
Але у клубі футболіст втратив довіру головного тренера — після поразки 15 лютого 2003 р. у важливій грі Кубка Англії від «Арсенала» (0:2) Фергюсон начебто кинув у Бекхема бутсом і поранив його над лівою бровою. Принаймні глибоку рану було видно ще довгий час.
У чвертьфіналі Ліги чемпіонів 2002/03 «МЮ» зустрічався з «Реалом» (Мадрид) — поразка на виїзді 1:3 ще зберігала за англійцями можливість відігратися у грі-відповіді, але Бекхем розпочав матч на лаві запасних. Вийшовши за рахунку 2:3, він забив двічі і приніс команді перемогу 4:3 (але за сумою іспанці таки пройшли далі).
1 липня 2003 року Девід Бекхем підписав контракт з іспанським грандом «Реал» (Мадрид), де вже була ціла плеяда куплених зірок: Луїш Фіґу, Зінедін Зідан, Роберто Карлос та Роналду. Манчестер отримав за півзахисника 35 млн євро, а номер «7» (який був зайнятий у «Реалі» ветераном Раулем) футболіст змінив на «23» — на честь свого кумира-баскетболіста Майкла Джордана.

### «Реал»

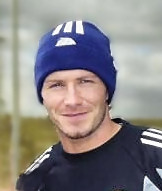
Девід у Мадриді

У мадридській команді результативність гравця значно зменшилась, та й клуб програвав конкуренцію на внутрішній арені «Барселоні». За всі 4 роки у Реалі він лише раз став чемпіоном Іспанії (2007) та раз виграв Суперкубок країни (2003). Зате за той самий період клуб зумів продати по всьому світу футболок та сувенірів на суму близько 440 млн євро і багато у чому популярності «Реалу» додавала присутність Девіда Бекхема у складі.

### «Лос-Анджелес Гелексі»

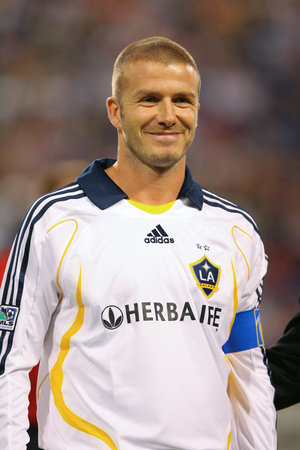
Під час виступу за «Лос-Анджелес Гелексі»

Останнім у футболці «вершкових» для англійця став сезон 2006/2007, коли новим наставником «Реалу» призначено Фабіо Капелло, що славився своєю дисципліною. Конфлікт спалахнув коли у січні 2007-го Бекхем уклав контракт з американським «Лос-Анджелес Гелексі». Капелло розкритикував футболіста за те, що він дбає лише про власні інтереси у період відповідальних ігор і принципово не ставив півзахисника у склад близько місяця. Але в цей час команда грала так слабо, що довелося випускати Бекхема, який у першій же грі після вимушеної перерви забив «Реал-Сосьєдаду».
У червні 2007 виграв разом з командою першість Іспанії, а в кінці того самого місяця перебрався до США, де провів 21 червня першу гру за новий клуб.
Наприкінці 2008 року Бекхем вирішив повернутися до Європи в першу чергу, для підтримки форми і статусу гравця основного складу збірної. 30 жовтня 2008 футбольний клуб «Мілан» оголосив про намічений на 7 січня 2009 перехід на правах оренди Девіда Бекхема, при цьому сам футболіст, припиняючи можливі спекуляції, зазначив, що повернення до Європи не означає наміру залишити американський клуб.

### «Мілан»
Поява Бекхема в «Мілані» викликало неоднозначну реакцію як з боку громадськості, так і з боку футболістів даного клубу, деякі з яких припустили, що це не більше ніж маркетинговий хід керівництва. У новій команді Девід вибрав 32-й номер, який раніше використовував Крістіан Вієрі. Після проходження медобстеження Бекхем заявив, що зможе продовжувати ігрову кар'єру принаймні ще протягом п'яти років, тобто до досягнення 38 років. Дебют Бекхема у складі «Мілана» відбувся 11 січня 2009 року, а 25 січня в третьому матчі за клуб він забив свій перший гол у рамках Серії А, забивши у ворота «Болоньї». Хоча футболіст і не піддавав сумніву повернення до Лос-Анджелеса в березні, але чуток про можливість затриматися в Італії довше запланованого терміну, а то й укласти з «Міланом» повноцінний контракт, уникнути не вдалося. Тому сприяла гарна гра Бекхема, який забив два голи у перших чотирьох зустрічах, вдало вписався в командну схему і відразу ж закріпився в основі; італійська преса поширювала інформацію про намір «Мілана» викупити трансфер футболіста у «ЛА Гелаксі». Зрештою домисли знайшли підтвердження з перших вуст: 4 лютого Бекхем підтвердив, що заради продовження кар'єри в національній збірній готовий укласти постійний контракт з італійським клубом, проте подальші переговори «Мілана» з американцями ні до чого не привели. Втім, «Лос-Анджелес Гелаксі» погодився на продовження терміну оренди до середини липня, про що повідомила 2 березня «Los Angeles Times» і що пізніше було підтверджено футболістом, який назвав угоду з продовження своєї оренди «унікальною». Всього в сезоні 2008/09 Бекхем провів 20 матчів за італійський клуб, включаючи 18 — в чемпіонаті, тобто трохи менше 50 % від загальної їх кількості.

## Міжнародна кар'єра
На чемпіонаті світу 2006 збірну Англії, основу якої становили гравці «Манчестера», «Челсі» і «Ліверпуля», вважали одним з фаворитів. Бекхем теж був у основному складі. Проте команда вилетіла у чвертьфіналі, поступившись Португалії у серії післяматчевих пенальті. Наставника, Свена-Йорана Ерікссона, звільнили, а новий керманич — Стів Макларен — не викликав Бекхема до збірної майже рік. Після повернення футболіст провів ще кілька ігор і 26 березня 2008 року став 5-м в історії збірної Англії, який провів у її складі 100 поєдинків.

## Особисте життя
4 липня 1999 року одружився із колишньою учасницею попгурту «Spice Girls» Вікторією Адамс. Вартість обручки, яку Девід подарував Вікторії, становить 250000 доларів США. Сини: Бруклін (1999), Ромео (2002) та Круз (2005). На тілі Бекхема є татуювання з іменами усіх синів, а також ім'я Вікторії, написане мовою гінді.
У 2011 році в сім'ї народилася дочка, яку назвали Гарпер Севен.

## Титули та досягнення
- Чемпіон Англії:

«Манчестер Юнайтед»: 1995-96, 1996-97, 1998-99, 1999-00, 2000-01, 2002-03
- Володар Кубка Англії:

«Манчестер Юнайтед»: 1995-96, 1998-99
- Володар Суперкубка Англії з футболу:

«Манчестер Юнайтед»: 1993, 1994, 1996, 1997
- Переможець Ліги чемпіонів УЄФА:

«Манчестер Юнайтед»: 1998–1999
- Володар Міжконтинентального кубка:

«Манчестер Юнайтед»: 1999
- Найкращий футболіст Ліги чемпіонів: 1999
- Чемпіон Іспанії:

«Реал Мадрид»: 2006-07
- Володар Суперкубка Іспанії:

«Реал Мадрид»: 2003
- учасник чемпіонатів світу: 1998, 2002 і 2006

## Активізм
Під час Російського вторгнення в Україну (2022) висловив підтримку Україні. Девід Бекхем надав свою сторінку в Instagram з 71,4 млн підписників українському лікарю, щоб показати роботу перинатального центру в Харкові. «Сьогодні я надав свою соцмережу Ірині, яка завідує перинатальним центром у Харкові, Україна, де вона допомагає матерям народжувати», — написав він у своїй сторінці у соціальній мережі.
У зв'язку з російським вторгненням в Україну Девід Бекхем разом із дружиною Вікторією Бекхем ініціювали збір коштів на допомогу українським дітям та їхнім матерям через фонд UNICEF.

## Статистика виступів

### Статистика клубних виступів
| Сезон                            | Команда                          | Чемпіонат                        | Чемпіонат | Чемпіонат | Національний кубок | Національний кубок | Національний кубок | Континентальні кубки | Континентальні кубки | Континентальні кубки | Інші змагання | Інші змагання | Інші змагання | Усього | Усього |
| Сезон                            | Команда                          | Ліга                             | Ігор      | Голів     | Ліга               | Ігор               | Голів              | Ліга                 | Ігор                 | Голів                | Ліга          | Ігор          | Голів         | Ігор   | Голів  |
| -------------------------------- | -------------------------------- | -------------------------------- | --------- | --------- | ------------------ | ------------------ | ------------------ | -------------------- | -------------------- | -------------------- | ------------- | ------------- | ------------- | ------ | ------ |
| 1992–93                          | «Манчестер Юнайтед»              | ПЛ                               | 0         | 0         | КА+КЛ              | 0+1                | 0                  | КУЄФА                | 0                    | 0                    | —             | —             | —             | 1      | 0      |
| 1993–94                          | «Манчестер Юнайтед»              | ПЛ                               | 0         | 0         | КА+КЛ              | 0                  | 0                  | ЛЧ                   | 0                    | 0                    | СА            | 0             | 0             | 0      | 0      |
| 1994–95                          | «Манчестер Юнайтед»              | ПЛ                               | 4         | 0         | КА+КЛ              | 2+3                | 0                  | ЛЧ                   | 1                    | 1                    | СА            | 0             | 0             | 10     | 1      |
| бер. 1995                        | «Престон Норт Енд»               | 3Д                               | 5         | 2         | -                  | —                  | —                  | —                    | —                    | —                    | —             | —             | —             | 5      | 2      |
| 1995–96                          | «Манчестер Юнайтед»              | ПЛ                               | 33        | 7         | КА+КЛ              | 3+2                | 1+0                | КУЄФА                | 2                    | 0                    | —             | —             | —             | 40     | 8      |
| 1996–97                          | «Манчестер Юнайтед»              | ПЛ                               | 36        | 8         | КА+КЛ              | 2+0                | 1+0                | ЛЧ                   | 10                   | 2                    | СА            | 1             | 1             | 49     | 12     |
| 1997–98                          | «Манчестер Юнайтед»              | ПЛ                               | 37        | 9         | КА+КЛ              | 4+0                | 2+0                | ЛЧ                   | 8                    | 0                    | СА            | 1             | 0             | 50     | 11     |
| 1998–99                          | «Манчестер Юнайтед»              | ПЛ                               | 34        | 6         | КА+КЛ              | 7+1                | 1+0                | ЛЧ                   | 12                   | 2                    | СА            | 1             | 0             | 55     | 9      |
| 1999–00                          | «Манчестер Юнайтед»              | ПЛ                               | 31        | 6         | КА+КЛ              | 0                  | 0                  | ЛЧ                   | 12                   | 2                    | СА+СУ+МКК+КЧС | 1+1+1+2       | 0             | 48     | 8      |
| 2000–01                          | «Манчестер Юнайтед»              | ПЛ                               | 31        | 9         | КА+КЛ              | 2+0                | 0                  | ЛЧ                   | 12                   | 0                    | СА            | 1             | 0             | 46     | 9      |
| 2001–02                          | «Манчестер Юнайтед»              | ПЛ                               | 28        | 11        | КА+КЛ              | 1+0                | 0                  | ЛЧ                   | 13                   | 5                    | СА            | 1             | 0             | 43     | 16     |
| 2002–03                          | «Манчестер Юнайтед»              | ПЛ                               | 31        | 6         | КА+КЛ              | 3+5                | 1+1                | ЛЧ                   | 13                   | 3                    | —             | —             | —             | 52     | 11     |
| Усього за «Манчестер Юнайтед»    | Усього за «Манчестер Юнайтед»    | Усього за «Манчестер Юнайтед»    | 265       | 62        |                    | 36                 | 7                  |                      | 83                   | 15                   |               | 10            | 1             | 394    | 85     |
| 2003–04                          | «Реал Мадрид»                    | ПД                               | 32        | 3         | КІ                 | 5                  | 2                  | ЛЧ                   | 7                    | 1                    | СІ            | 2             | 1             | 46     | 7      |
| 2004–05                          | «Реал Мадрид»                    | ПД                               | 30        | 4         | КІ                 | 0                  | 0                  | ЛЧ                   | 8                    | 0                    | —             | —             | —             | 38     | 4      |
| 2005–06                          | «Реал Мадрид»                    | ПД                               | 31        | 3         | КІ                 | 6                  | 1                  | ЛЧ                   | 7                    | 1                    | —             | —             | —             | 44     | 5      |
| 2006–07                          | «Реал Мадрид»                    | ПД                               | 23        | 3         | КІ                 | 2                  | 1                  | ЛЧ                   | 6                    | 0                    | —             | —             | —             | 31     | 4      |
| Усього за «Реал Мадрид»          | Усього за «Реал Мадрид»          | Усього за «Реал Мадрид»          | 116       | 13        |                    | 13                 | 4                  |                      | 28                   | 2                    |               | 2             | 1             | 159    | 20     |
| 2007                             | «Лос-Анджелес Гелексі»           | MLS                              | 5         | 0         | КСША               | 0                  | 0                  | СЛ                   | 2                    | 1                    | —             | —             | —             | 7      | 1      |
| 2008                             | «Лос-Анджелес Гелексі»           | MLS                              | 25        | 5         | КСША               | 0                  | 0                  | —                    | —                    | —                    | —             | —             | —             | 25     | 5      |
| січ.-черв. 2009                  | «Мілан»                          | A                                | 18        | 2         | —                  | —                  | —                  | КУЄФА                | 2                    | 0                    | —             | —             | —             | 20     | 2      |
| 2009                             | «Лос-Анджелес Гелексі»           | MLS                              | 11+4      | 2+0       | —                  | —                  | —                  | —                    | —                    | —                    | —             | —             | —             | 15     | 2      |
| січ.-черв. 2010                  | «Мілан»                          | A                                | 11        | 0         | КІ                 | 0                  | 0                  | ЛЧ                   | 2                    | 0                    | —             | —             | —             | 13     | 0      |
| Усього за «Мілан»                | Усього за «Мілан»                | Усього за «Мілан»                | 29        | 2         |                    | 0                  | 0                  |                      | 4                    | 0                    |               | —             | —             | 33     | 2      |
| 2010                             | «Лос-Анджелес Гелексі»           | MLS                              | 7+3       | 2+0       | —                  | —                  | —                  | —                    | —                    | —                    | —             | —             | —             | 10     | 2      |
| 2011                             | «Лос-Анджелес Гелексі»           | MLS                              | 26+4      | 2+0       | КСША               | 0                  | 0                  | ЛЧ                   | 4                    | 0                    | —             | —             | —             | 34     | 2      |
| 2012                             | «Лос-Анджелес Гелексі»           | MLS                              | 24+6      | 7+0       | КСША               | 0                  | 0                  | ЛЧ+ЛЧ                | 2+1                  | 0+1                  | —             | —             | —             | 33     | 8      |
| Усього за «Лос-Анджелес Гелексі» | Усього за «Лос-Анджелес Гелексі» | Усього за «Лос-Анджелес Гелексі» | 98+17     | 18+0      |                    | 0                  | 0                  |                      | 9                    | 2                    |               | —             | —             | 125    | 20     |
| січ.-черв. 2013                  | «Парі Сен-Жермен»                | Л1                               | 10        | 0         | КФ+КЛ              | 2+0                | 0                  | ЛЧ                   | 2                    | 0                    | —             | —             | —             | 14     | 0      |
| Усього за кар'єру                | Усього за кар'єру                | Усього за кар'єру                | 523+17    | 97+0      |                    | 51                 | 11                 |                      | 126                  | 19                   |               | 12            | 2             | 729    | 129    |

### Статистика виступів за збірну
| Дата       | Місто              | Господарі          | Результат             | Гості              | Турнір                | Голи | Примітки |
| ---------- | ------------------ | ------------------ | --------------------- | ------------------ | --------------------- | ---- | -------- |
| 1-9-1996   | Кишинів            | Молдова            | 0 – 3                 | Англія             | Відбір до ЧС 1998     | -    |          |
| 9-10-1996  | Лондон             | Англія             | 2 – 1                 | Польща             | Відбір до ЧС 1998     | -    |          |
| 9-11-1996  | Тбілісі            | Грузія             | 0 – 2                 | Англія             | Відбір до ЧС 1998     | -    |          |
| 12-2-1997  | Лондон             | Англія             | 0 – 1                 | Італія             | Відбір до ЧС 1998     | -    |          |
| 30-4-1997  | Лондон             | Англія             | 2 – 0                 | Грузія             | Відбір до ЧС 1998     | -    |          |
| 24-5-1997  | Манчестер          | Англія             | 2 – 1                 | ПАР                | товариський матч      | -    |          |
| 31-5-1997  | Хожув              | Польща             | 0 – 2                 | Англія             | Відбір до ЧС 1998     | -    |          |
| 4-6-1997   | Нант               | Італія             | 0 – 2                 | Англія             | товариський матч      | -    |          |
| 7-6-1997   | Монпельє           | Франція            | 0 – 1                 | Англія             | товариський матч      | -    |          |
| 10-9-1997  | Лондон             | Англія             | 4 – 0                 | Молдова            | Відбір до ЧС 1998     | -    |          |
| 11-10-1997 | Рим                | Італія             | 0 – 0                 | Англія             | Відбір до ЧС 1998     | -    |          |
| 15-11-1997 | Лондон             | Англія             | 2 – 0                 | Камерун            | товариський матч      | -    |          |
| 22-4-1998  | Лондон             | Англія             | 3 – 0                 | Португалія         | товариський матч      | -    |          |
| 23-5-1998  | Лондон             | Англія             | 0 – 0                 | Саудівська Аравія  | товариський матч      | -    |          |
| 29-5-1998  | Касабланка         | Бельгія            | 0 – 0 (4-3 п.п.)      | Англія             | товариський матч      | -    |          |
| 22-6-1998  | Тулуза             | Румунія            | 2 – 1                 | Англія             | ЧС 1998 - 1-й етап    | -    |          |
| 26-6-1998  | Ланс               | Колумбія           | 0 – 2                 | Англія             | ЧС 1998 - 1-й етап    | 1    |          |
| 30-6-1998  | Сент-Етьєн         | Аргентина          | 2 – 2 д.ч. (3-2 п.п.) | Англія             | ЧС 1998 - 1/8 фіналу  | -    |          |
| 14-10-1998 | Люксембург         | Люксембург         | 0 – 3                 | Англія             | Відбір до ЧЄ 2000     | -    |          |
| 18-11-1998 | Лондон             | Англія             | 2 – 0                 | Чехія              | товариський матч      | -    |          |
| 10-2-1999  | Лондон             | Англія             | 0 – 2                 | Франція            | товариський матч      | -    |          |
| 27-3-1999  | Лондон             | Англія             | 3 – 1                 | Польща             | Відбір до ЧЄ 2000     | -    |          |
| 5-6-1999   | Лондон             | Англія             | 0 – 0                 | Швеція             | Відбір до ЧЄ 2000     | -    |          |
| 4-9-1999   | Лондон             | Англія             | 6 – 0                 | Люксембург         | Відбір до ЧЄ 2000     | -    |          |
| 8-9-1999   | Варшава            | Польща             | 0 – 0                 | Англія             | Відбір до ЧЄ 2000     | -    |          |
| 13-11-1999 | Глазго             | Шотландія          | 0 – 2                 | Англія             | Відбір до ЧЄ 2000     | -    |          |
| 17-11-1999 | Лондон             | Англія             | 0 – 1                 | Шотландія          | Відбір до ЧЄ 2000     | -    |          |
| 23-2-2000  | Лондон             | Англія             | 0 – 0                 | Аргентина          | товариський матч      | -    |          |
| 27-5-2000  | Лондон             | Англія             | 1 – 1                 | Бразилія           | товариський матч      | -    |          |
| 31-5-2000  | Лондон             | Англія             | 2 – 0                 | Україна            | товариський матч      | -    |          |
| 3-6-2000   | Та-Калі            | Мальта             | 1 – 2                 | Англія             | товариський матч      | -    |          |
| 12-6-2000  | Ейндговен          | Португалія         | 3 – 2                 | Англія             | ЧЄ 2000 - 1-й етап    | -    |          |
| 17-6-2000  | Шарлеруа           | Німеччина          | 0 – 1                 | Англія             | ЧЄ 2000 - 1-й етап    | -    |          |
| 20-6-2000  | Шарлеруа           | Румунія            | 3 – 2                 | Англія             | ЧЄ 2000 - 1-й етап    | -    |          |
| 2-9-2000   | Сен-Дені           | Франція            | 1 – 1                 | Англія             | товариський матч      | -    |          |
| 7-10-2000  | Лондон             | Англія             | 0 – 1                 | Німеччина          | Відбір до ЧС 2002     | -    |          |
| 15-11-2000 | Турин              | Італія             | 1 – 0                 | Англія             | товариський матч      | -    | кап.     |
| 28-2-2001  | Бірмінгем          | Англія             | 3 – 0                 | Іспанія            | товариський матч      | -    | кап.     |
| 24-3-2001  | Ліверпуль          | Англія             | 2 – 1                 | Фінляндія          | Відбір до ЧС 2002     | 1    | кап.     |
| 28-3-2001  | Тирана             | Албанія            | 1 – 3                 | Англія             | Відбір до ЧС 2002     | -    | кап.     |
| 25-5-2001  | Дербі              | Англія             | 4 – 0                 | Мексика            | товариський матч      | 1    | кап.     |
| 6-6-2001   | Афіни              | Греція             | 0 – 2                 | Англія             | Відбір до ЧС 2002     | 1    | кап.     |
| 15-8-2001  | Лондон             | Англія             | 0 – 2                 | Нідерланди         | товариський матч      | -    | кап.     |
| 1-9-2001   | Мюнхен             | Німеччина          | 1 – 5                 | Англія             | Відбір до ЧС 2002     | -    | кап.     |
| 5-9-2001   | Ньюкасл-апон-Тайн  | Англія             | 2 – 0                 | Албанія            | Відбір до ЧС 2002     | -    | кап.     |
| 6-10-2001  | Манчестер          | Англія             | 2 – 2                 | Греція             | Відбір до ЧС 2002     | 1    | кап.     |
| 10-11-2001 | Манчестер          | Англія             | 1 – 1                 | Швеція             | товариський матч      | 1    | кап.     |
| 13-2-2002  | Амстердам          | Нідерланди         | 1 – 1                 | Англія             | товариський матч      | -    | кап.     |
| 27-3-2002  | Лідс               | Англія             | 1 – 2                 | Італія             | товариський матч      | -    | кап.     |
| 2-6-2002   | Сайтама            | Швеція             | 1 – 1                 | Англія             | ЧС 2002 - 1-й етап    | -    | кап.     |
| 7-6-2002   | Саппоро            | Аргентина          | 0 – 1                 | Англія             | ЧС 2002 - 1-й етап    | 1    | кап.     |
| 12-6-2002  | Наґай              | Нігерія            | 0 – 0                 | Англія             | ЧС 2002 - 1-й етап    | -    | кап.     |
| 15-6-2002  | Ніїґата            | Данія              | 0 – 3                 | Англія             | ЧС 2002 - 1/8 фіналу  | -    | кап.     |
| 21-6-2002  | Сідзуока           | Бразилія           | 2 – 1                 | Англія             | ЧС 2002 - чвертьфінал | -    | кап. 34' |
| 12-10-2002 | Братислава         | Словаччина         | 1 – 2                 | Англія             | Відбір до ЧЄ 2004     | 1    | кап.     |
| 16-10-2002 | Саутгемптон        | Англія             | 2 – 2                 | Північна Македонія | Відбір до ЧЄ 2004     | 1    | кап.     |
| 12-2-2003  | Лондон             | Англія             | 1 – 3                 | Австралія          | товариський матч      | -    | кап.     |
| 29-3-2003  | Вадуц              | Ліхтенштейн        | 0 – 2                 | Англія             | Відбір до ЧЄ 2004     | 1    | кап.     |
| 2-4-2003   | Сандерленд         | Англія             | 2 – 0                 | Туреччина          | Відбір до ЧЄ 2004     | 1    | кап.     |
| 22-5-2003  | Дурбан             | ПАР                | 1 – 2                 | Англія             | товариський матч      | -    | кап.     |
| 20-8-2003  | Іпсвіч (Англія)    | Англія             | 3 – 1                 | Хорватія           | товариський матч      | 1    | кап.     |
| 6-9-2003   | Скоп'є             | Північна Македонія | 1 – 2                 | Англія             | Відбір до ЧЄ 2004     | 1    | кап.     |
| 10-9-2003  | Манчестер          | Англія             | 2 – 0                 | Ліхтенштейн        | Відбір до ЧЄ 2004     | -    | кап.     |
| 11-10-2003 | Стамбул            | Туреччина          | 0 – 0                 | Англія             | Відбір до ЧЄ 2004     | -    | кап.     |
| 16-11-2003 | Манчестер          | Англія             | 2 – 3                 | Данія              | товариський матч      | -    | кап.     |
| 18-2-2004  | Фару               | Португалія         | 1 – 1                 | Англія             | товариський матч      | -    | кап.     |
| 1-6-2004   | Манчестер          | Англія             | 1 – 1                 | Японія             | товариський матч      | -    | кап.     |
| 5-6-2004   | Манчестер          | Англія             | 6 – 1                 | Ісландія           | товариський матч      | -    | кап.     |
| 13-6-2004  | Лісабон            | Франція            | 2 – 1                 | Англія             | ЧЄ 2004 - 1-й етап    | -    | кап.     |
| 17-6-2004  | Коїмбра            | Швейцарія          | 0 – 3                 | Англія             | ЧЄ 2004 - 1-й етап    | -    | кап.     |
| 21-6-2004  | Лісабон            | Хорватія           | 2 – 4                 | Англія             | ЧЄ 2004 - 1-й етап    | -    | кап.     |
| 24-6-2004  | Лісабон            | Португалія         | 2 – 2 д.ч. (6-5 п.п.) | Англія             | ЧЄ 2004 - чвертьфінал | -    | кап.     |
| 18-8-2004  | Ньюкасл-апон-Тайн  | Англія             | 3 – 0                 | Україна            | товариський матч      | 1    | кап.     |
| 4-9-2004   | Відень             | Австрія            | 2 – 2                 | Англія             | Відбір до ЧС 2006     | -    | кап.     |
| 8-9-2004   | Хожув              | Польща             | 1 – 2                 | Англія             | Відбір до ЧС 2006     | -    | кап.     |
| 9-10-2004  | Манчестер          | Англія             | 2 – 0                 | Уельс              | Відбір до ЧС 2006     | 1    | кап.     |
| 17-11-2004 | Мадрид             | Іспанія            | 1 – 0                 | Англія             | товариський матч      | -    | кап.     |
| 9-2-2005   | Бірмінгем          | Англія             | 0 – 0                 | Нідерланди         | товариський матч      | -    | кап.     |
| 26-3-2005  | Манчестер          | Англія             | 4 – 0                 | Північна Ірландія  | Відбір до ЧС 2006     | -    | кап.     |
| 30-3-2005  | Ньюкасл-апон-Тайн  | Англія             | 2 – 0                 | Азербайджан        | Відбір до ЧС 2006     | 1    | кап.     |
| 31-5-2005  | Іст-Ратерфорд      | Англія             | 3 – 2                 | Колумбія           | товариський матч      | -    | кап.     |
| 17-8-2005  | Копенгаген         | Данія              | 4 – 1                 | Англія             | товариський матч      | -    | кап.     |
| 3-9-2005   | Кардіфф            | Уельс              | 0 – 1                 | Англія             | Відбір до ЧС 2006     | -    | кап.     |
| 7-9-2005   | Белфаст            | Північна Ірландія  | 1 – 0                 | Англія             | Відбір до ЧС 2006     | -    | кап.     |
| 8-10-2005  | Манчестер          | Англія             | 1 – 0                 | Австрія            | Відбір до ЧС 2006     | -    | кап.     |
| 12-11-2005 | Женева             | Англія             | 3 – 2                 | Аргентина          | товариський матч      | -    | кап.     |
| 1-3-2006   | Ліверпуль          | Англія             | 2 – 1                 | Уругвай            | товариський матч      | -    | кап.     |
| 30-5-2006  | Манчестер          | Англія             | 3 – 1                 | Угорщина           | товариський матч      | -    | кап.     |
| 3-6-2006   | Манчестер          | Англія             | 6 – 0                 | Ямайка             | товариський матч      | -    | кап.     |
| 10-6-2006  | Франкфурт-на-Майні | Англія             | 1 – 0                 | Парагвай           | ЧС 2006 - 1-й етап    | -    | кап.     |
| 15-6-2006  | Нюрнберг           | Англія             | 2 – 0                 | Тринідад і Тобаго  | ЧС 2006 - 1-й етап    | -    | кап.     |
| 20-6-2006  | Кельн              | Англія             | 2 – 2                 | Швеція             | ЧС 2006 - 1-й етап    | -    | кап.     |
| 25-6-2006  | Штутгарт           | Англія             | 1 – 0                 | Еквадор            | ЧС 2006 - 1/8 фіналу  | 1    | кап.     |
| 1-7-2006   | Гельзенкірхен      | Англія             | 0 – 0 д.ч. (1-3 п.п.) | Португалія         | ЧС 2006 - чвертьфінал | -    | кап.     |
| 1-6-2007   | Лондон             | Англія             | 1 – 1                 | Бразилія           | товариський матч      | -    |          |
| 6-6-2007   | Таллінн            | Естонія            | 0 – 3                 | Англія             | Відбір до ЧЄ 2008     | -    |          |
| 22-8-2007  | Лондон             | Англія             | 1 – 2                 | Німеччина          | товариський матч      | -    |          |
| 16-11-2007 | Відень             | Австрія            | 0 – 1                 | Англія             | товариський матч      | -    |          |
| 21-11-2007 | Лондон             | Англія             | 2 – 3                 | Хорватія           | Відбір до ЧЄ 2008     | -    |          |
| 26-3-2008  | Сен-Дені           | Франція            | 1 – 0                 | Англія             | товариський матч      | -    |          |
| 28-5-2008  | Лондон             | Англія             | 2 – 0                 | США                | товариський матч      | -    |          |
| 1-6-2008   | Порт-оф-Спейн      | Тринідад і Тобаго  | 0 – 3                 | Англія             | товариський матч      | -    | кап.     |
| 20-8-2008  | Лондон             | Англія             | 2 – 2                 | Чехія              | товариський матч      | -    |          |
| 6-9-2008   | Барселона          | Андорра            | 0 – 2                 | Англія             | Відбір до ЧС 2010     | -    |          |
| 10-9-2008  | Загреб             | Хорватія           | 1 – 4                 | Англія             | Відбір до ЧС 2010     | -    |          |
| 11-10-2008 | Лондон             | Англія             | 5 – 1                 | Казахстан          | Відбір до ЧС 2010     | -    |          |
| 15-10-2008 | Мінськ             | Білорусь           | 1 – 3                 | Англія             | Відбір до ЧС 2010     | -    |          |
| 11-2-2009  | Севілья            | Іспанія            | 2 – 0                 | Англія             | товариський матч      | -    |          |
| 28-3-2009  | Лондон             | Англія             | 4 – 0                 | Словаччина         | товариський матч      | -    |          |
| 1-4-2009   | Лондон             | Англія             | 2 – 1                 | Україна            | Відбір до ЧС 2010     | -    |          |
| 6-6-2009   | Алмати             | Казахстан          | 0 – 4                 | Англія             | Відбір до ЧС 2010     | -    |          |
| 10-6-2009  | Лондон             | Англія             | 6 – 0                 | Андорра            | Відбір до ЧС 2010     | -    |          |
| 12-8-2009  | Амстердам          | Нідерланди         | 2 – 2                 | Англія             | товариський матч      | -    |          |
| 9-9-2009   | Лондон             | Англія             | 5 – 1                 | Хорватія           | Відбір до ЧС 2010     | -    |          |
| 14-10-2009 | Лондон             | Англія             | 3 – 0                 | Білорусь           | Відбір до ЧС 2010     | -    | 58'      |
| Усього     |                    | Матчів (3 місце)   | 115                   |                    | Голів (- місце)       | 17   |          |

## Фільмографія
| Рік  |     | Українська назва              | Оригінальна назва                | Роль               |
| ---- | --- | ----------------------------- | -------------------------------- | ------------------ |
| 2007 | ф   | Гол 2: Життя як мрія          | Goal II: Living the Dream        | камео              |
| 2009 | ф   | Goal III: Taking on the World | Goal III: Taking on the World    | камео              |
| 2013 | ф   | The Class of '92              | The Class of '92                 |                    |
| 2015 | ф   | Агенти А.Н.К.Л.               | The Man from U.N.C.L.E.          | камео              |
| 2017 | ф   | Король Артур: Легенда меча    | King Arthur: Legend of the Sword | лицар Тріггер      |
| 2021 | док | Друзі: Возз'єднання           | Friends: The Reunion             | у ролі самого себе |